# الأزمة الدستورية في بيرو 2019-2020
الأزمة الدستورية في بيرو عام 2019 هي أزمة اندلعت عندما قام الرئيس مارتن فيزكارا بحل مجلس شيوخ بيرو في 30 سبتمبر 2019. فرد المجلس بإعلان يعلق من خلاله رئاسة فيزكارا ويعين نائبته مرسيدس آراوز كرئيسة مؤقتة للبلاد، وهي تحركات كان ينظر إليها إلى حد كبير على أنها باطلة ولاغية.
في اليوم التالي، في 1 أكتوبر 2019، أعلنت الرئيسة المؤقتة آراوز استقالتها، بينما أصدر فيزكارا مرسومًا لإجراء انتخابات مبكرة تشريعية في 26 يناير 2020.

## الخلفية
في عام 2016، ومنذ بداية ولاية الرئيس السابق بيدرو بابلو كوتشينسكي دخلت الرئاسة مع مجلس الشيوخ في البلاد. في 15 سبتمبر 2017، تبنى مجلس الشيوخ وبأغلبية ساحقة اقتراح حجب الثقة عن رئيس الوزراء والحكومة، مما أدى إلى إصلاح شامل للحكومة وتعيين رئيس وزراء جديد.
في مارس 2018، استقال كوتشينسكي من منصبه في أعقاب اندلاع فضيحة كينجيفيديو. ليحل محله نائبه الأول مارتن فيزكارا.
جعل فيزكارا مبادرات مكافحة الفساد أولويته الرئيسية، فطالب بإجراءاستفتاء دستوري لحظر التمويل الخاص للحملات السياسية، وحظر إعادة انتخاب المشرعين وإنشاء مجلس تشريعي ثانٍ. رحبت منظمة الشفافية الدولية بهذا القرار مصرحة: «"هذه فرصة مهمة للغاية، ولا تشبه الفرص السابقة لأن الرئيس يبدو ملتزمًا إلى حد ما"».
على أعقاب محاربة الفساد، تم اعتقال الزعيمة السياسية كيكو فوجيموري في أكتوبر 2018 بتهمة غسيل الأموال والفساد المرتبطة بفضيحة عملية غسيل السيارات.
شغل حزب «فوجيموريستس» التابع للقوة الشعبية غالبية المقاعد في مجلس الشيوخ البيروفي مما عقد جهود فيزكارا إبان توليه منصب نائب الرئيس. بعد إلقاء القبض على فوجيموري، قدم المؤتمر بقيادة حزبها مشروع قانون لتعديل مقترحات استفتاء فيزكارا. قبل مواطنو البيرو أخيرًا مقترحات فيزكارا في استفتاء ديسمبر 2018.

### قانون سحب الثقة
في دستور بيرو، يمكن للسلطة التنفيذية حل مجلس الشيوخ بعد تصويت ثانٍ بحجب الثقة. تم إجراء أول تصويت بحجب الثقة في سبتمبر 2017.